# Calvisia hemus
Calvisia hemus är en insektsart som först beskrevs av John Obadiah Westwood 1859.  Calvisia hemus ingår i släktet Calvisia och familjen Diapheromeridae. Inga underarter finns listade.